# Oenanthe crocata
Il finocchio d'acqua (Oenanthe crocata L., 1753), noto anche come prezzemolino, è una pianta velenosa della famiglia delle Apiaceae.

## Descrizione
Può raggiungere i 150 cm ed è caratterizzato da un fusto ramoso, le foglie sono basali tri- o quadripennate, i fiori bianchi con 5 petali; i frutti hanno forma cilindrica di circa 4–6 mm e sono sormontati da 2 stili. L'antesi si colloca fra maggio e giugno.

## Distribuzione e habitat
La specie è diffusa in Europa occidentale e in Marocco. In Italia è presente solo in Sardegna e nelle isole circostanti.

## Proprietà
È altamente tossica.
Nel 2009 gli scienziati dell'Università del Piemonte Orientale, dell'Università di Napoli e dell'Università di Cagliari hanno affermato di aver identificato il finocchio d'acqua con l'erba sardonica, la pianta storicamente responsabile del ghigno sardonico. Inoltre un team di medici e professori italiani, in collaborazione con i ricercatori dell'Università di Roma “La Sapienza” e dell'Università di Cagliari hanno scoperto che gli estratti della pianta sono in grado di fornire un effetto tensore alla pelle e prevenire la formazione delle rughe combattendo efficacemente e rapidamente la ptosi cutanea di grado lieve e medio senza effetti collaterali. Gli estratti sono efficaci anche nel contrastare l'invecchiamento cutaneo e nel ristabilire il corretto trofismo. Gli studi hanno dimostrato che l'Oenantotossina e la Diidroenantotossina modulano la contrazione muscolare, provocando il blocco dei recettori GABA coinvolti nella regolazione della contrazione riflessa e dei motoneuroni e determinando il cosiddetto “effetto tensore” a livello cutaneo.